# Ettenhausen an der Suhl
Ettenhausen an der Suhl est une ancienne commune allemande de l'arrondissement de Wartburg, Land de Thuringe.

## Géographie
Ettenhausen an der Suhl se situe au sud de la forêt de Thuringe, dans la vallée de la Suhl. Le point culminant de son territoire est le Hetzeberg. 
|           | Marksuhl                |           |
|           | Ettenhausen an der Suhl |           |
| Tiefenort |                         | Moorgrund |

## Histoire
Ettenhausen an der Suhl est mentionné pour la première fois en 825 sous le nom d'« Eitenhusen ». Des fouilles archéologiques ont montré un peuplement dès l'âge du bronze.
Pour se défendre, on construit une église fortifiée au sein du village. Au XVIIe siècle, on dresse une potence sur la place de l'église. Le village subit à plusieurs reprises de grands pillages au cours de la guerre de Trente Ans.
Au XVe siècle, commence l'extraction du cuivre qui est plus faible que dans les mines voisines. Au XVIIIe siècle, on crée une petite fonderie.

## Infrastructures
Ettenhausen an der Suhl se trouve sur la ligne d'Eisenach à Lichtenfels.

## Personnalités liées à la commune
- August Stauch (de) (1878–1947), chercheur de diamants au Sud-Ouest africain allemand, l'actuelle Namibie.

## Source de la traduction
- (de) Cet article est partiellement ou en totalité issu de l’article de Wikipédia en allemand intitulé « Ettenhausen an der Suhl » (voir la liste des auteurs).